# Chaetocneme porphyropis
Chaetocneme porphyropis là một loài bướm ngày thuộc họ Hesperiidae. Nó là loài đặc hữu của tropical Queensland, giữa Innisfail và Daintree và trên Atherton Tableland.
Sải cánh dài khoảng 60 mm.
Ấu trùng ăn nhiều loài Lauraceae khác nhau, bao gồm Cinnamomum camphora, Cryptocarya grandis, Endiandra compressa, Litsea leefeana và Neolitsea dealbata.